# TransTeleKom
A TransTeleKom vagy TranszTeleKom (oroszul: ТрансТелеКом; röviden TTK) egy oroszországi távközlési vállalat, amelynek központja Moszkvában található. A cég Oroszország egyik legnagyobb távközlési szolgáltatója, és az ország öt legnagyobb szélessávú internetszolgáltatója közé tartozik.
A TTK fő tulajdonosa az Oroszországi Vasutak (RZSD), amely a részvények 99,99%-át birtokolja. A vasúttársaság szerepe nem véletlen: a TTK eredetileg azért jött létre, hogy kihasználja a vasútvonalak mentén kiépíthető optikai kábelek lehetőségeit, és így országszerte megbízható távközlési infrastruktúrát építsen ki.
A vállalat napjainkban több mint 78 000 kilométer hosszúságú saját optikai hálózatot üzemeltet, amelynek teljes adatátviteli kapacitása meghaladja a 4,2 terabit/másodpercet. Ez a hálózat nemcsak Oroszországot fedi le, hanem számos határon átnyúló kapcsolatot is biztosít: kapcsolódik többek között Kína, Japán, Mongólia, Észak-Korea, Finnország, a balti államok, valamint a FÁK-országok (volt szovjet tagállamok) távközlési rendszereihez.

## Fordítás
Ez a szócikk részben vagy egészben  a(z)   Транстелеком című orosz Wikipédia-szócikk ezen változatának fordításán alapul.  Az eredeti cikk szerkesztőit annak laptörténete sorolja fel. Ez a jelzés csupán a megfogalmazás eredetét és a szerzői jogokat jelzi, nem szolgál a cikkben szereplő információk forrásmegjelöléseként.